# Haage (Estonia)
Haage – wieś w Estonii, w prowincji Tartu, w gminie Tähtvere.